# Aartsengel Michaëlkerk (Genk)
De Aartsengel Michaëlkerk is de parochiekerk van de Oekraïense autocefale Orthodoxe Kerk, onderdeel van het Oecumenisch patriarchaat van de Orthodoxe Kerk in België en ressorterend onder het Oecumenisch patriarchaat van Constantinopel.
Het kerkgebouw is gelegen aan de Hulshagenstraat te Genk, in de wijk Hoevenzavel, westelijk van Waterschei. Het werd gebouwd vanaf 1984 en in 1986 ingewijd en is een ontwerp van de architect-ingenieur Guido Walgraeve uit Genk. De kerk, in Byzantijnse stijl gebouwd, bezit een bijzondere iconostase.
De diensten worden gehouden in het Oekraïens.

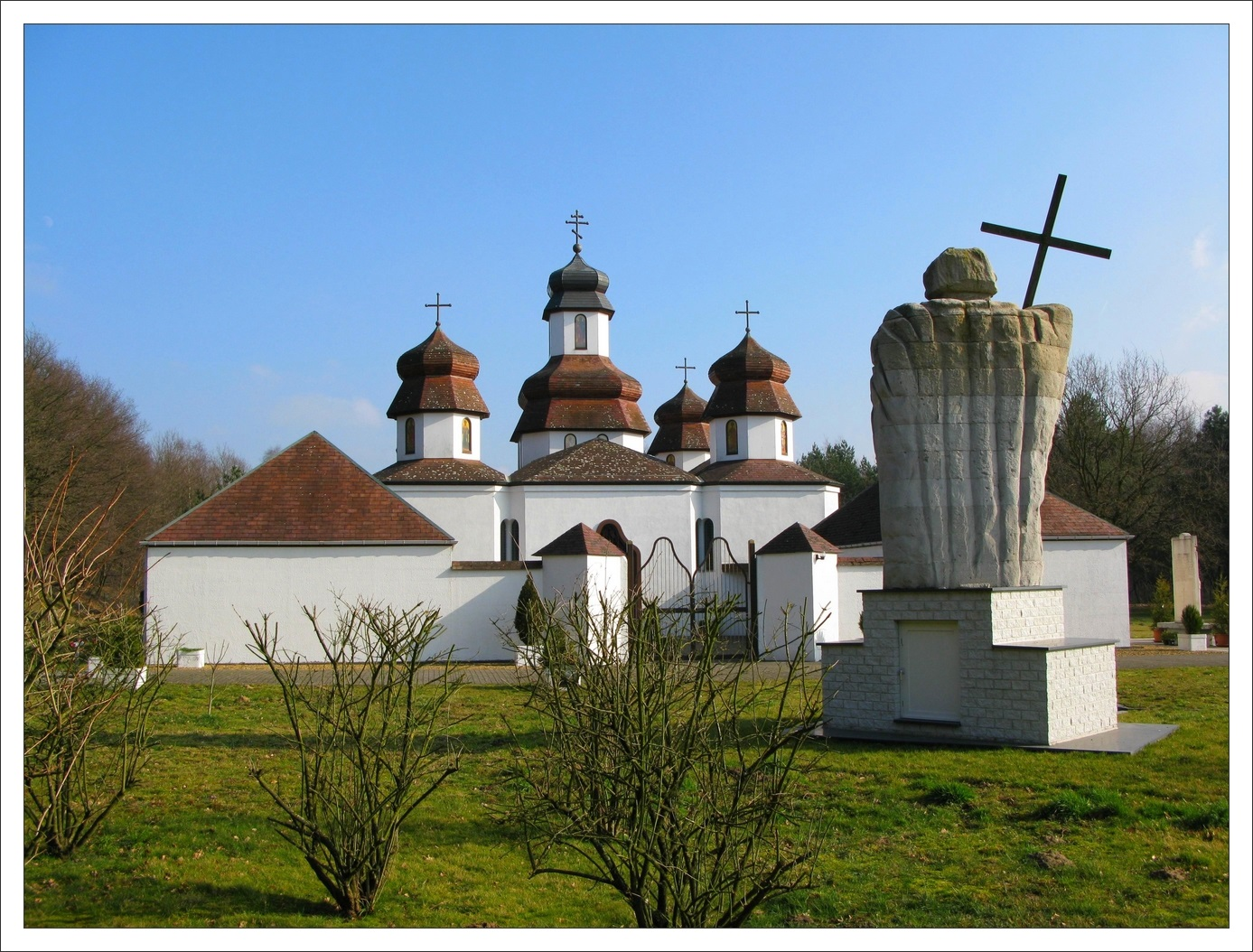
Oekraïens-Orthodoxe kerk Sint-Michaël